# Wiesbaden Ludwigsbahnhof

Der Ludwigsbahnhof um 1901 (Blick nach Südosten).

Lage des Ludwigsbahnhofs um 1895

Der Ludwigsbahnhof war der Bahnhof der Hessischen Ludwigsbahn (HLB) in Wiesbaden. Der Kopfbahnhof war Ausgangsbahnhof der heutigen Ländchesbahn nach Niedernhausen, wo Anschluss an die ebenfalls von der HLB betriebene Main-Lahn-Bahn bestand.

## Geschichte
Der Bahnhof wurde am 1. Juli 1879 eröffnet und befand sich östlich von Rheinbahnhof und Taunusbahnhof an der Rheinstraße. Die Bankiersvilla Mons wurde zum Empfangsgebäude umgebaut.
1906 wurden die drei nebeneinander liegenden Bahnhöfe durch den neuen Wiesbadener Hauptbahnhof ersetzt, auch der Ludwigsbahnhof wurde geschlossen. Die nun nicht mehr benötigten Gleisanlagen wurden beseitigt und das Empfangsgebäude abgerissen.
Auf dem Gelände des Ludwigsbahnhofs steht seit 1915 das heutige Landesmuseum.